# Mannheim
Mannheim é uma cidade independente da Alemanha, no estado de Baden-Württemberg. Localiza-se na confluência dos rios Reno e Neckar. A cidade tem cerca de 310 mil habitantes, mais a sua aglomeração urbana, que engloba Heidelberg e Ludwigshafen.

## Geografia

### Clima
Mannheim apresenta um clima temperado oceânico (Classificação climática de Köppen-Geiger: Cfb) com verões mornos, invernos brandos e chuvas bem distribuídas ao longo do ano. A cidade é uma das mais quentes da Alemanha.

## Cidades-irmãs
Mannheim possui quatro cidades-irmãs:
- Bydgoszcz
- Swansea
- Toulon
- Haifa

## Cidadãos notórios
- Carl Stamitz (1745—1801), compositor
- Karl Friedrich Schimper (1803—1867), poeta e naturalista
- Wilhelm Wundt (1832—1920), médico, filósofo e psicólogo
- Richard von Krafft-Ebing (1840—1902), psiquiatra
- Ernst Schröder (1841—1902), matemático
- Hermann Müller (1876—1931), político
- Sepp Herberger (1897—1977), treinador
- Albert Speer (1905—1981), arquiteto
- Helmut Wick (1915—1940), piloto e ás da aviação
- Fritz Walter (1960— ), ex-futebolista
- Thomas Schaaf (1961— ), ex-futebolista e treinador
- Steffi Graf (1969— ), ex-tenista
- Christian Wörns (1972— ), ex-futebolista
- Ümit Davala (1973— ), ex-futebolista (turco)

## Galeria

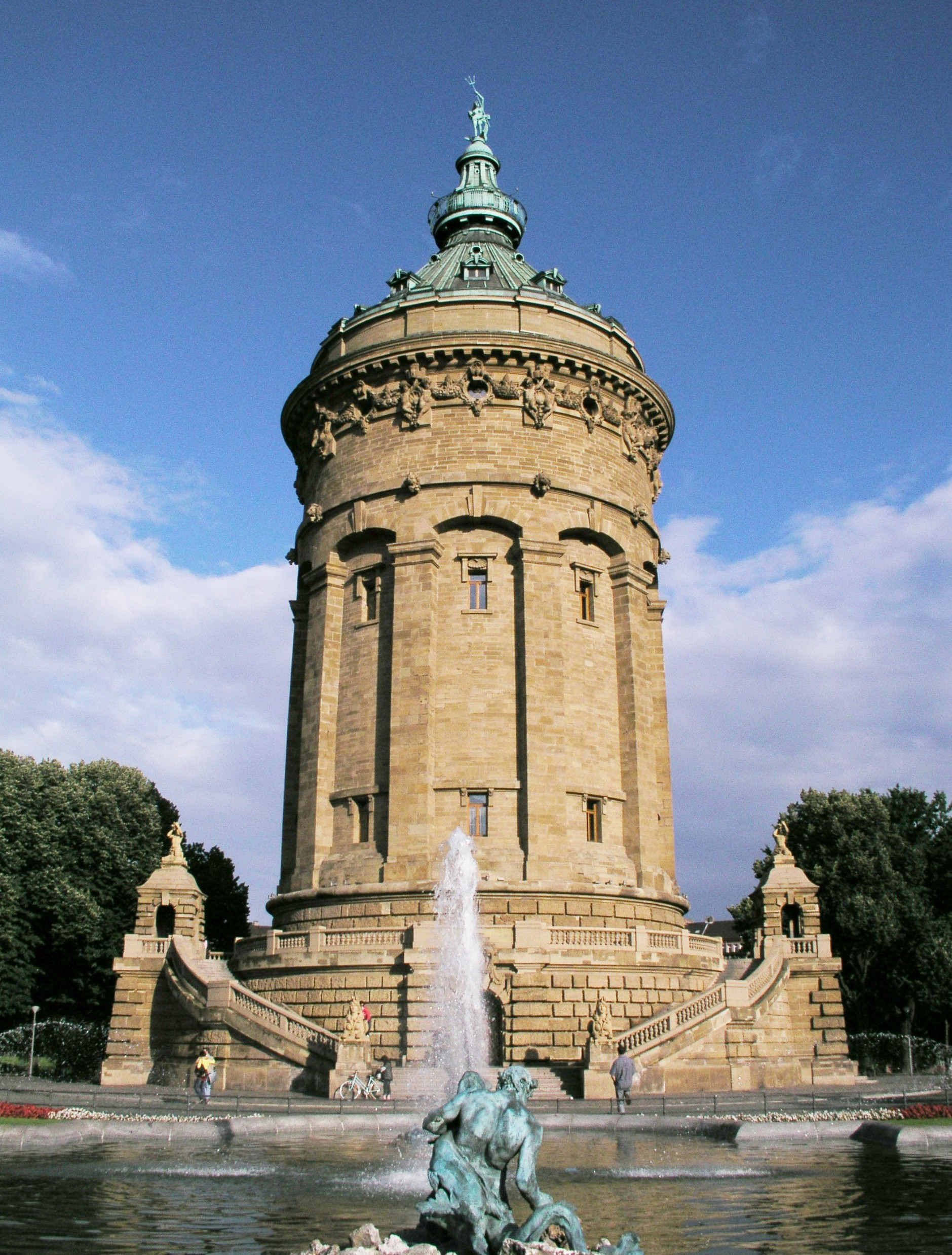
Torre d'água (Wasserturm)
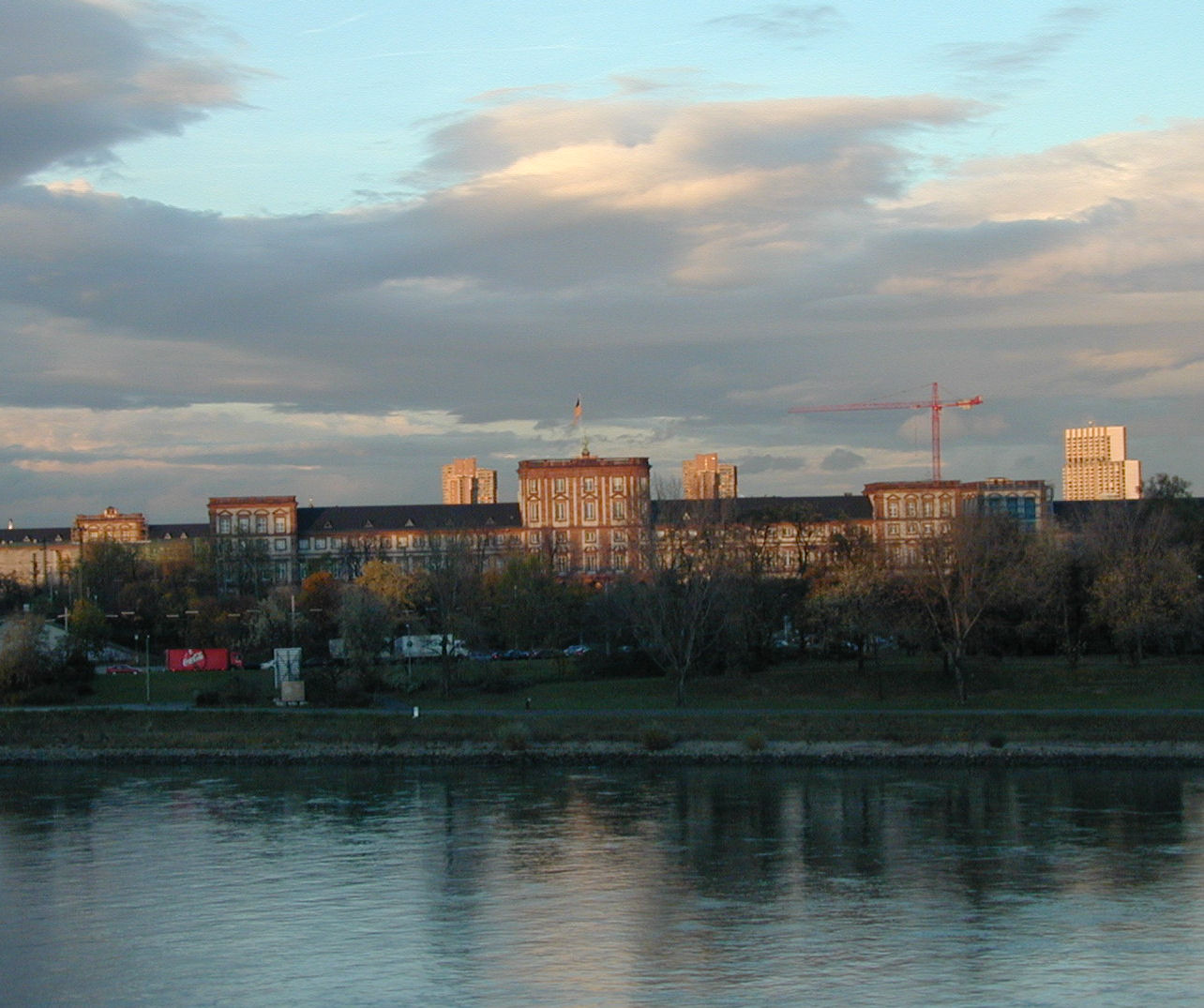
Vista do Schloss Mannheim fotografado de trás, fluindo o rio Reno para a direita

## Invenções Made in Mannheim

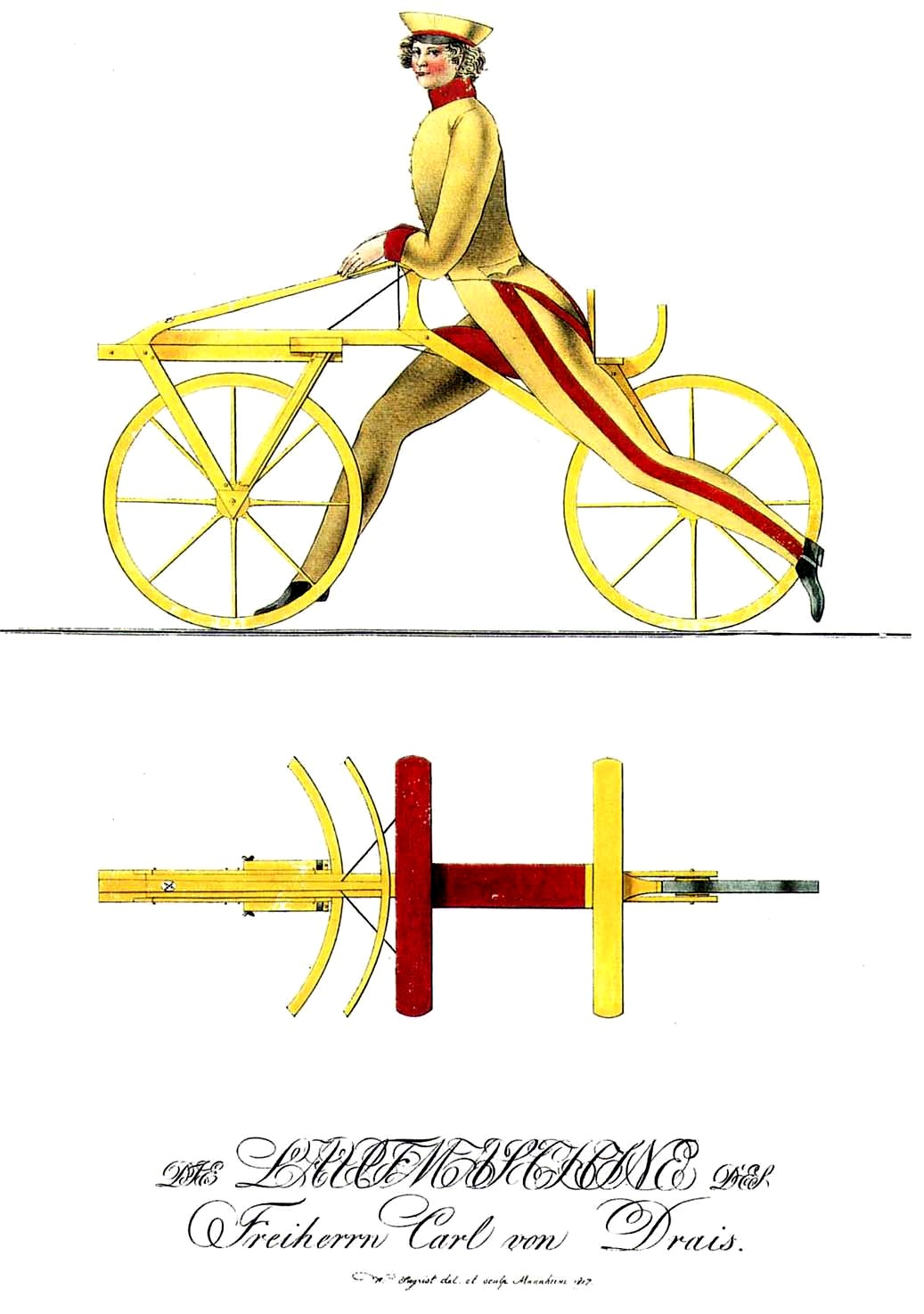
A primeira bicicleta do mundo, construída em 1807, na cidade de Manheim, por Karl Freiherr von Drais
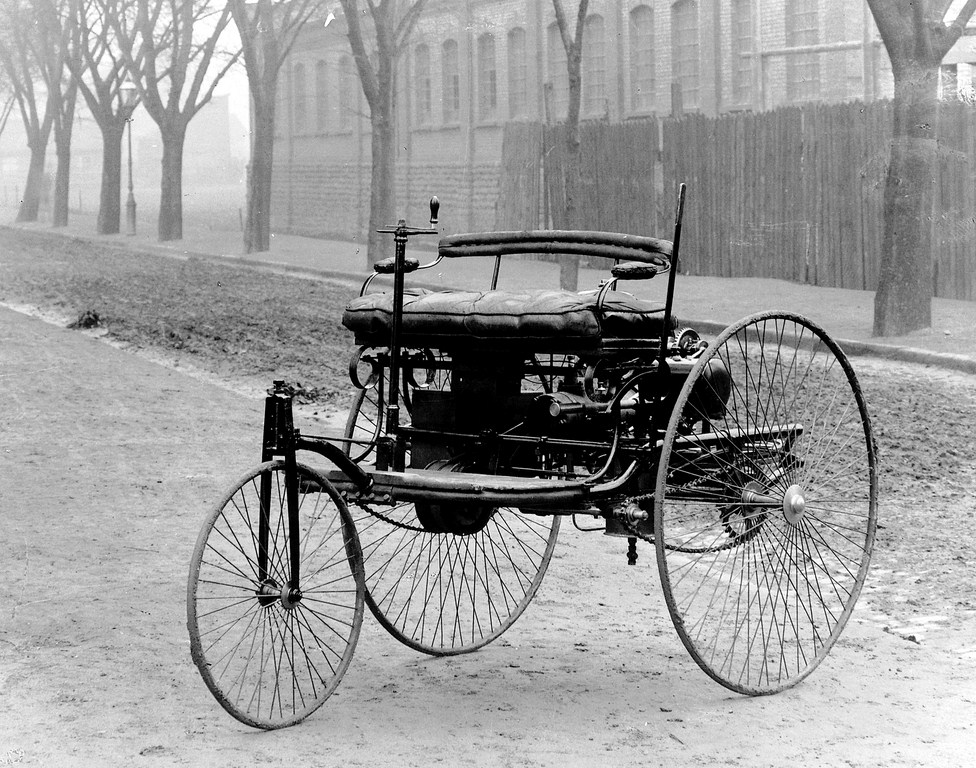
O primeiro automóvel do mundo, construído em Manheim por Carl Benz em 1885
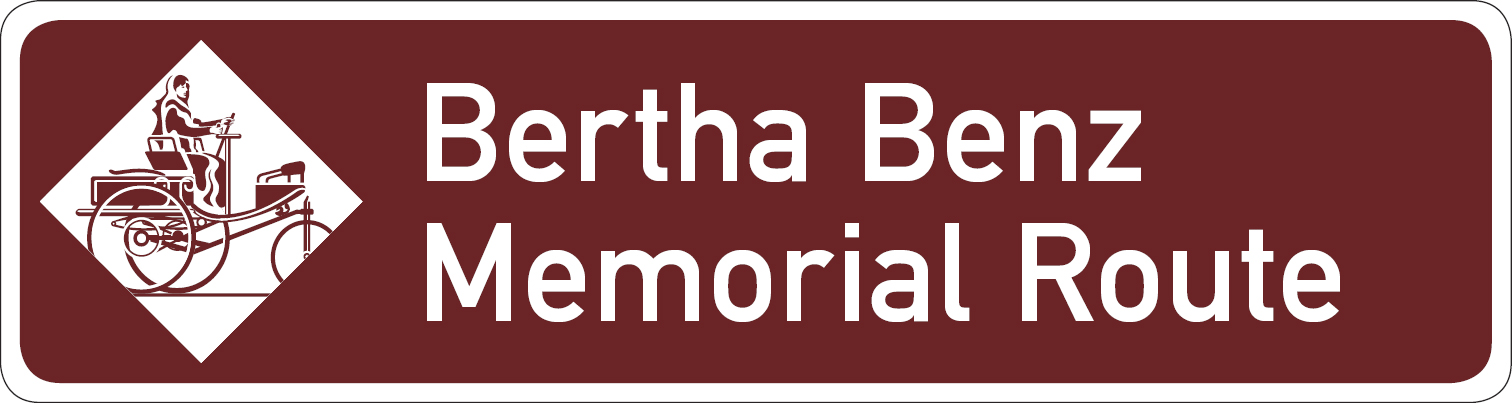
Brasão oficial da rota memorial de Bertha Benz, comemorando a primeira grande distância percorrida por um automóvel. De Manheim à Pforzheim em 1888 (104 km/h/64 milhas). (104 km / 64 miles)